# 蘭瑟姆維爾 (紐約州)
蘭瑟姆維爾（英語：Ransomville）是位於美國紐約州尼亞加拉縣的普查規定居民點。

## 人口
根據2020年美國人口普查的數據，蘭瑟姆維爾的面積為15.29平方千米，皆為陸地。當地共有人口1316人，而人口密度為每平方千米86.07人。